# Tumi lambayeque

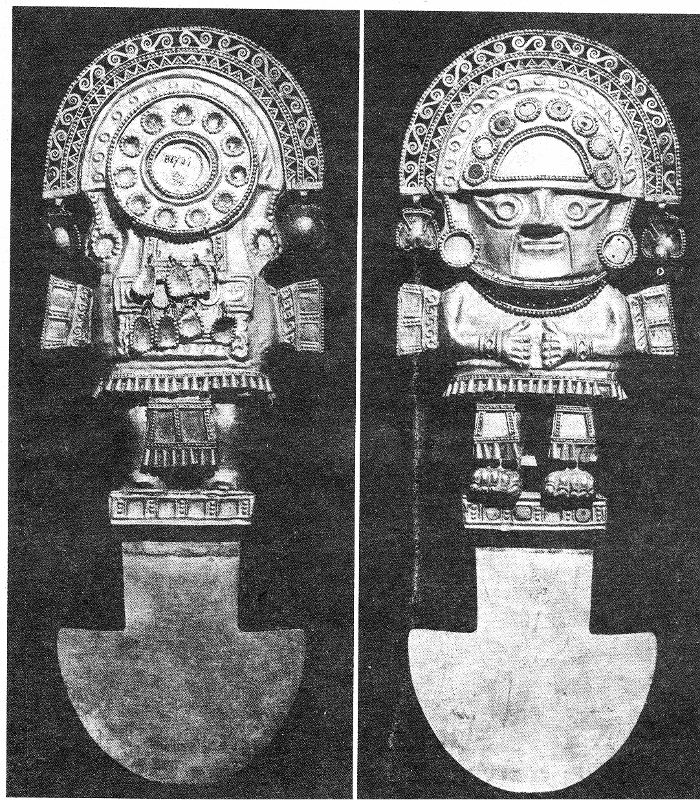
Vista posterior y anterior del Tumi Lambayeque.

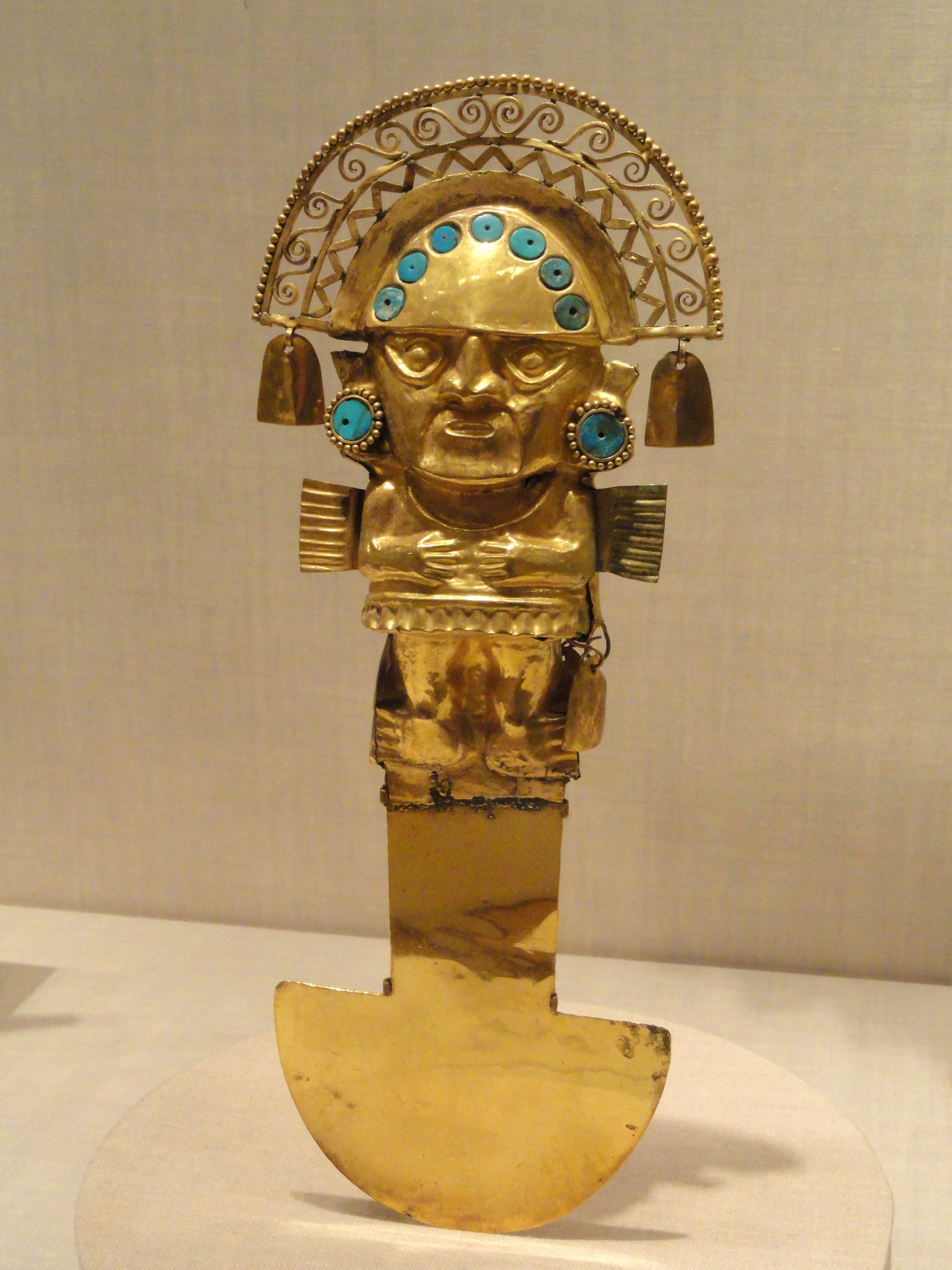
Tumi de oro. Exposición en el Instituto de Arte de Chicago, EE. UU.

El tumi de Lambayeque, tumi de oro o cuchillo de Íllimo, fue un cuchillo o hacha ceremonial perteneciente a la cultura lambayeque (siglo VIII al XIV), aunque durante mucho tiempo fue atribuida erróneamente a la cultura chimú. Estaba elaborado con láminas de oro repujadas y con incrustaciones de piedras semipreciosas, su hoja tenía forma semicircular y su empuñadura era una elaborada representación artística de una deidad, presumiblemente el mítico Naylamp mencionado en las crónicas españolas. Es el ejemplar más famoso de la orfebrería del Antiguo Perú. Fue robado en 1981 del Museo de Antropología y Arqueología en Pueblo Libre.

## Etimología
Tumi es una voz quechua que significa cuchillo; pero según Federico Kauffmann Doig, el tumi de Lambayeque sería más bien un hacha, aunque señala que no habría tenido carácter utilitario, sino votivo, es decir, sería un objeto colocado como ofrenda en la tumba de algún personaje.
Íllimo es el nombre de una localidad lambayecana, cercana al lugar donde fue hallado este ejemplar de la orfebrería prehispánica.

## Descubrimiento
El tumi de Lambayeque fue uno de los tantos objetos de metal precioso que los huaqueros (saqueadores de tumbas) extrajeron de la Huaca La Ventana, en el sitio arqueológico de Batán Grande, situada en el departamento de Lambayeque, en el norte de Perú. Fue descubierto en 1936 por Hipólito Granados,

Rescatada gracias a los esfuerzos del arqueólogo Julio C. Tello en 1937, el tumi permaneció varios años en el Museo Nacional de Arqueología, Antropología e Historia del Perú, hasta que en noviembre de 1981 fue robado, junto con otras piezas metálicas. Un año después se hallaron algunos de sus restos  fraccionados, pues los ladrones lo habían triturado para vender el oro al peso. El tumi  pesaba aproximadamente 990 gramos y era de 24 quilates Luego se encontraron otros Tumi y algunos de ellos se exhiben, actualmente, en museos alemanes o forman parte de colecciones privadas.

## Descripción
Lo que vendría a ser su empuñadura es la representación de una deidad antropomorfa, de ojos almendrados, que se halla de pie sobre una especie de pedestal, conformado por la hoja metálica. Medía 42 cm de alto, pesaba 992 gramos y estaba trabajada en oro de 24 quilates.
A mayor abundamiento, el personaje porta una máscara (felínica, según Tello; u ornitomorfa, según Kauffman). En la cabeza lleva un enorme tocado semilunar, tratado parcialmente en filigrana y por una serie de bolitas huecas; de ambos lados de esta diadema cuelgan sendas representaciones de aves movibles. Tiene también incrustaciones de sodalita. De su cuello pende un collar de cuentas esféricas. El resto del cuerpo está cubierto por un camisón corto, un taparrabos y una especie de rodilleras de las que cuelgan cartuchos en forma de campanilla. En la espalda lleva unos ornamentos movibles que parecen imitar conchas marinas y en sus costados tiene alas pequeñas.

## Interpretación
Por la gran diadema o tocado que lleva la imagen, es evidente que el personaje representado sea de alta jerarquía. Según algunos estudiosos, sería una representación del dios Naylamp, Naymlap o Ñanlap, el mítico fundador de Lambayeque, proveniente del mar, que es mencionado en la crónica de Miguel Cabello Valboa (1586) y en la de Modesto Ruviños y Andrade (1782). Para Kauffmann, sería una deidad relacionada con el agua (el Dios del Agua andino), con características ornitomorfas (de ave).
En 2015 se dio a conocer una nueva hipótesis, por el arqueólogo Wilo Vargas la cual dice lo siguiente: 

El Tumi representa un paisaje marino, donde el Sol cumple un rol  protagónico al representársele en el momento que ingresa al inframundo llegado el ocaso (considerando que el mar es la puerta mayor al mundo subterráneo). La forma antropomorfa es la representación del hombre que imita o sigue al sol en ese mágico  descenso. El personaje  requiere de todo lo indispensable   para su desplazamiento y se viste con atributos sobrenaturales que le permitirán un mejor desenvolvimiento en ese viaje: una máscara que le dará la facultad de poder ver en la oscuridad, aretes con imágenes de aves marinas con capacidad de ingresar al mar y posiblemente, lo que se ha interpretado como alas no sería sino un par de aletas para movilizarse en las extensas áreas acuosas del inframundo. Para el artista Lambayeque la justificación de colocar un cuchillo como base, probablemente sea  por la cualidad de este instrumento de poder penetrar en un cuerpo, y es que el hombre al morir simbólicamente estaría introduciéndose  en el cuerpo de la tierra o pachamama.

## Robo y pérdida
En 1981, el tumi de oro y otras 220 piezas de oro y plata fueron robados del Museo Nacional de Arqueología, Antropología e Historia de Pueblo Libre. A pesar de que estas piezas estaban en exhibición en una bóveda, los ladrones descubrieron una rejilla debajo de una alfombra a la entrada de la antesala de la Dirección del Museo, que daba a un estrecho conducto de ventilación que iba directamente a la bóveda. Los ladrones sabían también que esa misma noche el director del museo tenía que viajar a Brasil y aprovecharon esa circunstancia para realizar el delito. Justo cuando estaba a punto de dirigirse al aeropuerto, el director fue informado del robo, por lo que retornó al museo, donde se encontró con la policía y los periodistas. Increíblemente, la alarma no había sonado a tiempo, y la policía había llegado muy tarde, a pesar de que la comisaría de Pueblo Libre estaba a 40 metros del museo.
Todos los cuerpos de investigaciones  de la Guardia Civil, Guardia Republicana, Policía de Investigaciones y servicios de inteligencia hicieron una gran redada entre comerciantes, coleccionistas, aeropuertos, aduanas y fronteras, pero sin ningún éxito. Después se conoció que muchas de las piezas robadas fueron ofrecidas en venta a conocidos comerciantes de piezas de arte en Lima. Se tenía esperanza de encontrar el Tumi de Oro, la que se esfumó cuando el 12 de abril del año siguiente la policía descubrió a los ladrones con parte del botín: varias de las piezas habían sido trituradas y fundidas para ser vendidas al peso, entre ellos el famoso tumi. Se descubrió a uno de los ladrones intercambiando una fracción de oro a cambio de una porción de cocaína.